# Nimbaphrynoides occidentalis
Nimbaphrynoides là một chi cóc đơn loài sống trên vùng cao nguyên quanh núi Nimba ở ba nước Tây Phi Guinée, Liberia, và Bờ Biển Ngà. Loài duy nhất là Nimbaphrynoides occidentalis. Cùng Nectophrynoides, Eleutherodactylus jasperi, và Limnonectes larvaepartus, Nimbaphrynoides là một trong số ít ếch nhái không đẻ trứng.

## Phân loại
Nimbaphrynoides occidentalis được mô tả lần đầu bởi Fernand Angel dưới tên Nectophrynoides occidentalis vào năm 1943. Một loài Nectophrynoides nữa tại vùng núi Nimba, Nectophrynoides liberiensis, được mô tả năm 1979. Hai loài này sau (năm 1987) dời sang chi mới Nimbaphrynoides. Giữa hai loài có vài khác biệt về màu sắc và N. liberiensis có kích thước to lớn hơn so với N. occidentalis. Song tiếng kêu của chúng tương tự nhau, còn khác biệt di truyền thì chẳng đáng kể. Dựa trên cơ sở này, người ta gộp hai loài làm một. Tuy vậy, khác biệt về kích thước lẫn di truyền vẫn hiển hiện nên Nimbaphrynoides occidentalis được chia làm hai phân loài:
- Nimbaphrynoides occidentalis occidentalis (Angel, 1943)
- Nimbaphrynoides occidentalis liberiensis (Xavier, 1979)

## Sinh sản

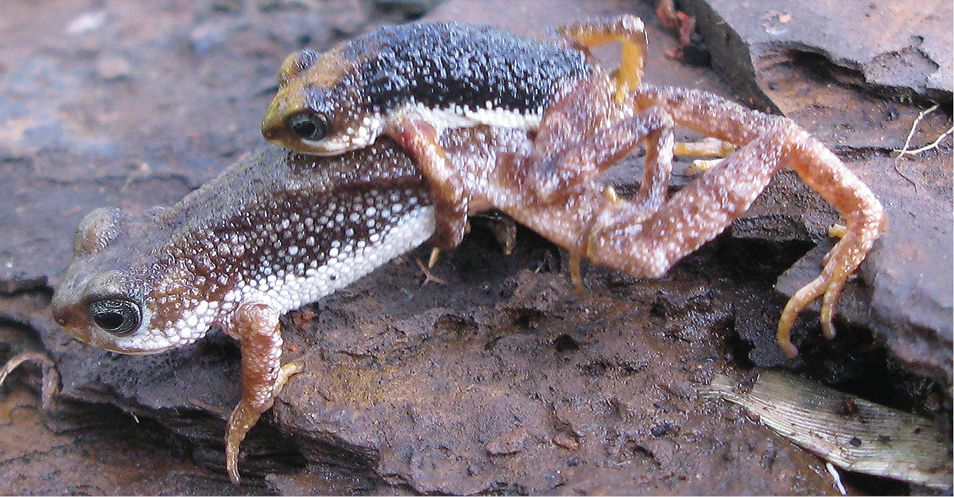
N. occidentalis đực và cái cõng ghép đôi

Tiếng kêu của con đực ngắn, bé, tương tự tiếng "binh" của kim loại. N. occidentalis là loài đẻ con-con cái thụ tinh trong để rồi sinh ra con non bề ngoài hoàn chỉnh nhưng nhỏ bé.

## Môi trường sống và bảo tồn
Nimbaphrynoides sống ở vùng đồng cỏ cao nguyên, độ cao 1.200–1.680 m (3.940–5.510 ft) trên mực nước biển. Chúng chịu tác động kém, nên thường sống nơi ít xáo động với đất tơi xốp. Chúng có thể đông đúc ở vài địa phương nhưng các quần thể tách biệt nhau. Vùng chúng sống đang bị việc khai mỏ ảnh hưởng, và chỗ lấy mẫu Nimbaphrynoides occidentalis liberiensis trước đây nay là một hố mỏ lộ thiên. Mối đe doạ trước mắt là việc mở rộng khai mỏ cùng sự ảnh hưởng từ người tị nạn. Một bộ phận cá thể sống trong khu bảo tồn thiên nhiên nghiêm ngặt núi Nimba.